# Enrique Baldwin
Enrique Baldwin (Callao, 1909 - 1988) fue un tirador peruano. Era hermano de Guillermo Baldwin y tío de Gladys Baldwin, ambos también tiradores olímpicos, y padre de Ketty Baldwin, también tiradora que obtuvo el récord mundial en 1956.

## Trayectoria
En 1929 obtuvo el primer lugar en el concurso de tiro Juan Gildemeister, el título más importante en ese deporte que existía en el Perú.
El 27 de julio de 1937 batió el récord mundial vigente en la modalidad de rifle en posición tendida al hacer 186 puntos en 20 disparos en un torneo de tiro realizado en Lima.
Fue parte de la delegación de Perú en los Juegos Olímpicos de Londres 1948 donde participó en dos pruebas en las modalidades de rifle y pistola. 
Participó en los Juegos Panamericanos de 1951, realizados en la ciudad de Buenos Aires, Argentina, donde logró medalla de plata en la modalidad de carabina de 50 y 100 metros en posición tendida por equipos, medalla de plata en modalidad de rifle en posición de pie por equipos y medalla de bronce en la modalidad de carabina en tres posiciones por equipos.

## Participaciones en Juegos Olímpicos
| Juegos Olímpicos | Equipo | Sede    | Modalidad                                   | Resultado |
| ---------------- | ------ | ------- | ------------------------------------------- | --------- |
| Londres 1948     | Perú   | Londres | Pistola libre 300 metros en tres posiciones | Sexto     |
| Londres 1948     | Perú   | Londres | Rifle 50 metros en posición tendida         | Vigésimo  |